# Museo Geffrye
El Geffrye Museum es un museo dedicado a la historia de la decoración de interiores inglesa en el distrito de Shoreditch, en el este de Londres. Lleva el nombre de Sir Robert Geffrye, antiguo Lord Mayor de Londres y director de la Ironmongers' Company.
En el museo se exponen muebles, textiles y pinturas. Muestra la evolución del estilo doméstico inglés a través de once habitaciones decoradas en estilos que van desde el 1600 hasta el año 2000. El énfasis está puesto en la decoración de interiores de las clases medias, en lugar de los muebles de la realeza y la aristocracia que suele verse en los museos de artes decorativas.
Cuenta con una amplia biblioteca y un archivo comercial de mobiliario. En él se dictan talleres y conferencias, y se realizan exposiciones temporarias sobre temas relacionados con la muestra permanente del museo. Una de ellas es Christmas Past, en la que las habitaciones son decoradas para reflejar 400 años de tradiciones de Navidad en los hogares ingleses.